# Rusłan Stepaniuk
Rusłan Jurijowycz Stepaniuk, ukr. Руслан Юрійович Степанюк (ur. 16 stycznia 1992 we wsi Wesełe rejonu nikopolskiego, w obwodzie dniepropetrowskim, Ukraina) – ukraiński piłkarz, grający na pozycji napastnika.

## Kariera piłkarska

### Kariera klubowa
Wychowanek Kołosu Nikopol i UOR Dniepropetrowsk, barwy których bronił w juniorskich mistrzostwach Ukrainy (DJuFL). Pierwszy trener Witalij Miniajło. W 2009 rozpoczął karierę piłkarską w Kołosie Nikopol. W 2011 został piłkarzem Tawrii Symferopol, ale grał tylko w drużynie rezerw klubu. Na początku 2012 zasilił skład Stali Ałczewsk. Podczas przerwy zimowej sezonu 2013/14 przeszedł do Howerły Użhorod. W lutym 2015 przeniósł się do FK Ołeksandrija, w którym grał do 1 grudnia 2015. 28 stycznia 2016 został piłkarzem Olimpiku Donieck. W maju 2016 za obopólną zgodą opuścił Olimpik. Potem występował w kazachskim Żetysu Tałdykorgan, a 8 stycznia 2020 przeniósł się do Worskły Połtawa.

## Sukcesy i odznaczenia

### Sukcesy piłkarskie
Stal Ałczewsk
- wicemistrz Ukraińskiej Pierwszej Ligi: 2013

PFK Oleksandria
- mistrz Ukraińskiej Pierwszej Ligi: 2015